# غازی‌آباد (کنر)
غازی‌آباد (به لاتین: Ghaziabad) یک منطقهٔ مسکونی در افغانستان است که در ولایت کنر واقع شده‌است.